# Lampetra aepyptera
Lampetra aepyptera is een kaakloze vissensoort uit de familie van de prikken (Petromyzontidae). De wetenschappelijke naam van de soort werd voor het eerst geldig gepubliceerd in 1860 door Abbott als Ammocoetes aepyptera.